# Терьяд
Стратис Элефтериадис (греч. Στρατής Ελευθεριάδης; Митилини, 2 мая 1897 — Париж, 23 октября 1983), более известный под французским криптонимом Терьяд фр.  Tériade, — франко-греческий художественный критик, издатель художественных журналов и коллекционер произведений искусств

## Биография
Эвстратиос (уменьшительная форма Стратис) Элевтериадис родился в 1897 году в городе Митилини, на острове Лесбос, бывшем ещё тогда под османским контролем.
Уже после освобождения острова греческим флотом в Первую Балканскую войну,
отправился в 1915 году в Париж учиться юриспруденции, но вскоре оставил учёбу и посвятил себя исследованию художественных течений своего времени.
Своими критическими заметками в журнале Cahiers d’Art с 1926 по 1931 год, а затем в вечерней газете L'Intransigeant с 1928 по 1933 год, Элефтериадис оказал поддержку молодым художникам.
Получив доверие художников и скульпторов, оставивших заметный след в 20-м веке, он стал соучредителем сюрреалистического журнала Minotaure (1933) (вместе с швейцарским издателем Albert Skira) и учредителем журнала Verve (1937-1960), на страницах которого представили свои работы знаменитые художники, такие как Боннар, Матисс, Брак,  Пикассо, Шагал, Леже, Миро и другие.
С 1943 по 1975 годы Элефтериадис издал 27 книг, с иллюстрациями знаменитых художников и граверов.
В 1979 он подарил большую часть своей издательской работы, картины греческих и французских художников 20-го века, а также средневековые рукописи, для создания музея его имени в Митилини. Его вдова Alice также подарила большую часть коллекции музеям во Франции.
Элефтериадису мы также обязаны «открытием» народного художника Теофилоса.
На деньги Элефтериадиса был построен Музей Теофилоса в Вариа Митилини, около часовни Святой Параскевы. Позже, в 1979 году, в нескольких десятках метров от Музея Теофилоса был построен Музей Tériade, в котором хранятся работы греческих и иностранных художников (таких как Царухис, Пикассо, Шагал, Матисс и др.), принадлежавших раннее коллекции Элефтериадиса.
Во Франции Терьяд оказал поддержку и даровал работы Муниципальному музею Матисса в Ле-Като-Камбрези.
Терьяд умер во Франции в 1983 году.